# Prefeituras da República Centro-Africana
Prefeituras administrativas
| Prefeitura        | Capital   |
| ----------------- | --------- |
| Bamingui-Bangoran | Ndélé     |
| Basse-Kotto       | Mobaye    |
| Haute-Kotto       | Bria      |
| Haut-Mbomou       | Obo       |
| Kémo              | Sibut     |
| Lobaye            | Mbaïki    |
| Mambéré-Kadéï     | Berbérati |

| Prefeitura     | Capital   |
| -------------- | --------- |
| Mbomou         | Bangassou |
| Nana-Mambéré   | Bouar     |
| Ombella-M'Poko | Bimbo     |
| Ouaka          | Bambari   |
| Ouham          | Bossangoa |
| Ouham-Pendé    | Bozoum    |
| Vakaga         | Birao     |

## Prefeituras econômicas
| • Nana-Grébizi  | (capital Kaga Bandoro) |
| • Sangha-Mbaéré | (capital Nola)         |

A capital nacional, Bangui, compreende uma comuna.
As prefeituras são ainda subdivididas em 71 sub-prefeituras.
Fonte:
República Centro-Africana